# جحا والسبع بنات (فلم)
جحا والسبع بنات فيلم كوميدي مصري تم إنتاجه عام 1947، من تأليف أبو السعود الإبياري إخراج فؤاد الجزايرلي و بطولة فوزي الجزايرلي ومحمود المليجي وميمي شكيب.

## فريق العمل
إخراج: فؤاد الجزايرلي
تأليف: أبو السعود الإبياري
إنتاج: فؤاد الجزايرلي
طاقم العمل:
- فوزي الجزايرلي
- محمود المليجي
- ميمي شكيب
- سراج منير
- ببا عز الدين
- حسن كامل

## روابط خارجية
- مقالات تستعمل روابط فنية بلا صلة مع ويكي بيانات